# Duffy (zpěvačka)
Aimée Ann Duffy (* 23. června 1984, Nefyn, hrabství Gwynedd, Wales), známá jen jako Duffy, je waleská zpěvačka a skladatelka.

## Biografie

### Mládí
Vyrůstala ve Walesu na poloostrově Llŷn se svými sestrami – dvojčetem Katy a starší Kelly. Rodiče se rozvedli, když jí bylo deset. Poté se s matkou a sestrami přestěhovala do Pembrokeshire, zatímco otec zůstal v Nefyn.

## Diskografie

### Studiová alba
- 2008 – Rockferry
- 2010 – Endlessly

### Singly
- 2007 – "Rockferry" (vyšel pouze ve Spojeném království)
- 2008 – "Mercy"
- 2008 – "Warwick Avenue"
- 2010 – "Well, Well, Well"

### EP's
- 2004 – Aimée Duffy
- 2008 – Live from London (iTunes exclusive EP)
- 2008 – FNMTV Live
- 2009 – Deluxe EP
- 2009 – Live at the Theater of Living Arts – August 6, 2008
- 2010 – NRJ Live Sessions: Duffy

## Členové kapely
- Aimee Duffy: zpěv
- Bernard Butler: kytara, piano, bicí
- Makoto Sakamoto: bicí
- David McAlmont: zpěv
- Tobi Oyerinde: kytara
- Ayo Oyerinde: klávesy
- Tom Meadows: bicí
- Ben Epstein: basy
- Jon Green: kytara
- Josh McKenzie: bicí